# リュウジンオオムカデ
リュウジンオオムカデ（琉神大百足、Scolopendra alcyona）は、2021年に記載されたオオムカデ目オオムカデ科オオムカデ属のムカデ。スコロペンドラ・カタラクタ、スコロペンドラ・パラドクサに次ぐ世界で3例目の半水棲のムカデである。

## 発見
沖縄県内では今回の発見以前から大型のムカデ（通称ヤンバルオオムカデ）が現地の噂にのぼっていた。その存在を学術的に確認するため、法政大学教授・島野智之らは研究チームを結成した。
- 島野智之 - 現地での連携協力及び採集と標本の収集
- 塚本将（東京都立大学大学院博士後期課程）- 形態に基づく分類学的研究
- 蛭田眞平（国立科学博物館）- 遺伝子解析
- 江口克之（東京都立大学准教授）
- 廖治榮（国立台湾大学）

外見的特徴（形態や体色）加え、核ゲノムの2か所の遺伝子領域およびミトコンドリアゲノムの2か所の遺伝子領域の解析からも既知の種とは異なる新種であることが確認され、Scolopendra alcyonaと命名、Zootaxaで発表した。種小名は、美しい青緑色（翡翠色）の体色と川に飛びこむ姿から、カワセミ（翡翠）に姿を変えたというギリシャ神話の人物アルキュオネーにちなんで命名。和名は沖縄の龍神伝説にちなむ。

## 分布
沖縄本島北部、久米島、西表島、石垣島、渡嘉敷島、台湾。

## 形態
オオムカデ属としては日本及び台湾の最大種である（体長19センチ、体幅2.1センチ）。体表は青緑色。20対の脚を持つ。

## 生態
渓流などに生息する半水棲の種で、身の危険を感じると水中に逃げ込み、じっと身を隠す習性がある。コンジンテナガエビを捕食している目撃例がある。成虫になるまでに5年以上かかると推定されている。

## 人間との関係
2021年6月29日に環境省により種の保存法に基づく緊急指定種に指定された。2024年に国内希少野生動植物種に指定されており、捕獲・殺傷・譲渡などの行為が禁止されている。